# زیردریایی یو-۳۹۸
زیردریایی یو-۳۹۸ (به انگلیسی: German submarine U-398) یک زیردریایی است که طول آن ۶۷٫۱ متر (۲۲۰ فوت ۲ اینچ) می‌باشد. این زیردریایی در سال ۱۹۴۳ ساخته شد.